# مايك ستيوارت (لاعب هوكي جليد)
مايك ستيوارت (بالإنجليزية: Mike Stuart)‏ هو لاعب هوكي جليد أمريكي، ولد في 31 أغسطس 1980 في شيكاغو في الولايات المتحدة.

## وصلات خارجية
- مايك ستيوارت على موقع دوري الهوكي الوطني (الإنجليزية)
- مايك ستيوارت على موقع EliteProspects.com (الإنجليزية)
- مايك ستيوارت على موقع HockeyDB.com (الإنجليزية)
- مايك ستيوارت على موقع Hockey-Reference.com (الإنجليزية)